# Lista instytutów badawczych w Polsce
Lista instytutów badawczych i placówek naukowych według organów nadzorujących.

## Ministerstwo Nauki i Szkolnictwa Wyższego
- Centralny Ośrodek Badawczo-Rozwojowy Aparatury Badawczej i Dydaktycznej „Cobrabid”
- Ośrodek Przetwarzania Informacji

## Ministerstwo Cyfryzacji
- Naukowa i Akademicka Sieć Komputerowa

## Ministerstwo Edukacji Narodowej
- Instytut Badań Edukacyjnych

## Ministerstwo Gospodarki

### Instytuty badawcze
- Beskidzki Instytut Tekstylny (w likwidacji)
- Główny Instytut Górnictwa
- Instytut Architektury Tekstyliów
- Instytut Automatyki Systemów Energetycznych
- Instytut Badań i Rozwoju Motoryzacji „Bosmal”
- Instytut Badań Rynku, Konsumpcji i Koniunktur
- Instytut Barwników i Produktów Organicznych (zlikwidowany)
- Instytut Biotechnologii i Antybiotyków(inne języki)
- Instytut Celulozowo-Papierniczy (zlikwidowany)
- Instytut Ceramiki i Materiałów Budowlanych
- Instytut Chemicznej Przeróbki Węgla
- Instytut Chemii i Techniki Jądrowej
- Instytut Chemii Nieorganicznej (przekształcony w Instytut Nawozów Sztucznych Oddział Chemii Nieorganicznej „IChN” w Gliwicach)
- Instytut Chemii Przemysłowej im. Prof. Ignacego Mościckiego
- Instytut Ciężkiej Syntezy Organicznej „Blachownia”
- Instytut Elektrotechniki
- Instytut Energetyki
- Instytut Energii Atomowej – przekształcony w Narodowe Centrum Badań Jądrowych
- Instytut Farmaceutyczny
- Instytut Fizyki Plazmy i Laserowej Mikrosyntezy im. Sylwestra Kaliskiego
- Instytut Górnictwa Odkrywkowego „Poltegor-Instytut”
- Instytut Inżynierii Materiałów Włókienniczych (zlikwidowany)
- Instytut Komputerowych Systemów Automatyki i Pomiarów
- Instytut Logistyki i Magazynowania
- Instytut Lotnictwa
- Instytut Maszyn Matematycznych
- Instytut Mechaniki Precyzyjnej
- Instytut Mechanizacji Budownictwa i Górnictwa Skalnego
- Instytut Metali Nieżelaznych
- Instytut Metalurgii Żelaza im. Stanisława Staszica
- Instytut Mineralnych Materiałów Budowlanych (obecnie Oddział Inżynierii Procesowej Materiałów Budowlanych)
- Instytut Nafty i Gazu
- Instytut Nowych Syntez Chemicznych
- Instytut Obróbki Plastycznej
- Instytut Obróbki Skrawaniem(inne języki) (obecnie Instytut Zaawansowanych Technologii Wytwarzania)
- Instytut Odlewnictwa
- Instytut Optyki Stosowanej(inne języki)
- Instytut Organizacji i Zarządzania w Przemyśle „Orgmasz”
- Instytut Pojazdów Szynowych „Tabor”
- Instytut Problemów Jądrowych im. Andrzeja Sołtana – przekształcony w Narodowe Centrum Badań Jądrowych
- Instytut Przemysłu Gumowego „Stomil” (zlikwidowany)
- Instytut Przemysłu Organicznego
- Instytut Przemysłu Skórzanego
- Instytut Przetwórstwa Tworzyw Sztucznych „Metalchem” (obecnie Instytut Inżynierii Materiałów Polimerowych i Barwników)
- Instytut Spawalnictwa(inne języki)
- Instytut Systemów Sterowania
- Instytut Szkła i Ceramiki (obecnie Instytut Ceramiki i Materiałów Budowlanych)
- Instytut Techniki i Aparatury Medycznej ITAM(inne języki)
- Instytut Technik i Technologii Dziewiarskich „Tricotextil” (zlikwidowany)
- Instytut Technologii Drewna
- Instytut Technologii Eksploatacji
- Instytut Technologii Elektronowej
- Instytut Technologii Materiałów Elektronicznych
- Instytut Tele- i Radiotechniczny
- Instytut Turystyki
- Instytut Włókien Chemicznych (obecnie Instytut Biopolimerów i Włókien Chemicznych)
- Instytut Włókien Naturalnych(inne języki) (obecnie Instytut Włókien Naturalnych i Roślin Zielarskich)
- Instytut Włókiennictwa
- Instytut Wzornictwa Przemysłowego
- Przemysłowy Instytut Automatyki i Pomiarów „PIAP”(inne języki)
- Przemysłowy Instytut Elektroniki
- Przemysłowy Instytut Maszyn Budowlanych
- Przemysłowy Instytut Maszyn Rolniczych
- Przemysłowy Instytut Motoryzacji
- Przemysłowy Instytut Telekomunikacji

### Ośrodki badawczo-rozwojowe
- Branżowy Ośrodek Badawczo-Rozwojowy Maszyn Elektrycznych „Komel”
- Centralny Ośrodek Badawczo-Rozwojowy Maszyn Włókienniczych „Polmatex-Cenaro”
- Centralny Ośrodek Badawczo-Rozwojowy Opakowań
- Centralny Ośrodek Badawczo-Rozwojowy Przemysłu Izolacji Budowlanej
- Centralny Ośrodek Chłodnictwa „COCH”
- Centrum Badawczo-Rozwojowe KGHM Cuprum sp. z o.o.
- Ośrodek Badawczo-Konstrukcyjny „Koprotech”
- Ośrodek Badawczo-Rozwojowy Aparatury Manewrowej „Oram”
- Ośrodek Badawczo-Rozwojowy Automatyki i Urządzeń Precyzyjnych
- Ośrodek Badawczo-Rozwojowy Budownictwa Górniczego „Budokop”
- Ośrodek Badawczo-Rozwojowy Budownictwa Węglowego (w likwidacji)
- Ośrodek Badawczo-Rozwojowy Budowy Urządzeń Chemicznych „Cebea”
- Ośrodek Badawczo-Rozwojowy Dźwignic i Urządzeń Transportowych Detrans
- Ośrodek Badawczo-Rozwojowy Elementów i Układów Pneumatyki
- Ośrodek Badawczo-Rozwojowy „ERG” (w likwidacji)
- Ośrodek Badawczo-Rozwojowy Gospodarki Energetycznej
- Ośrodek Badawczo-Rozwojowy Gospodarki Remontowej Energetyki
- Ośrodek Badawczo-Rozwojowy Górnictwa Surowców Chemicznych „Chemkop”
- Ośrodek Badawczo-Rozwojowy Izotopów „POLATOM” w Otwocku-Świerku
- Ośrodek Badawczo-Rozwojowy Kauczuków i Tworzyw Winylowych
- Ośrodek Badawczo-Rozwojowy Farb, Klejów i Polimerów „Spektrochem”
- Ośrodek Badawczo-Rozwojowy Maszyn Przędzalnictwa Wełny „Belmatex”
- Ośrodek Badawczo-Rozwojowy Mechanizacji Pakowania „Empak”
- Ośrodek Badawczo-Rozwojowy Metrologii Elektrycznej „Metrol”
- Ośrodek Badawczo-Rozwojowy Motoreduktorów i Reduktorów „Redor”
- Ośrodek Badawczo-Rozwojowy Podstaw Technologii i Konstrukcji Maszyn „Tekoma”
- Ośrodek Badawczo-Rozwojowy „Predom OBR”
- Ośrodek Badawczo-Rozwojowy Przemysłu Oponiarskiego „Stomil”
- Ośrodek Badawczo-Rozwojowy Przemysłu Płyt Drewnopochodnych
- Ośrodek Badawczo-Rozwojowy Przemysłu Rafineryjnego
- Ośrodek Badawczo-Rozwojowy Przemysłu Siarkowego „Siarkopol” (w likwidacji)
- Ośrodek Badawczo Rozwojowy RCC
- Ośrodek Badawczo-Rozwojowy Środków Organizacyjno-Technicznych „Prebot” (w likwidacji)
- Ośrodek Badawczo-Rozwojowy Urządzeń Mechanicznych „OBRUM” sp. z o.o.
- Ośrodek Badawczo-Rozwojowy Urządzeń Sterowania Napędów
- Ośrodek Badawczo-Rozwojowy Technologii Zaawansowanych Monochem Technologia

### Laboratoria i inne jednostki badawczo-rozwojowe
- Centralne Laboratorium Akumulatorów i Ogniw
- Centralne Laboratorium Naftowe
- Centralne Laboratorium Ochrony Radiologicznej
- Centralne Laboratorium Przemysłu Obuwniczego
- Centrum Badawczo-Konstrukcyjne Obrabiarek
- Instytut Technik Innowacyjnych „EMAG”
- Centrum Mechanizacji Górnictwa „Komag”
- Centrum Techniki Morskiej

## JBR nadzorowane przez dawne Ministerstwo Pracy i Polityki Społecznej
- Centralny Instytut Ochrony Pracy
- Instytut Pracy i Spraw Socjalnych

## Ministerstwo Infrastruktury
- Centralny Ośrodek Badawczo-Rozwojowy Budownictwa Inżynieryjnego „Hydrobudowa”
- Centralny Ośrodek Badawczo-Rozwojowy Przemysłu Betonów „Cebet”
- Centralny Ośrodek Badawczo-Rozwojowy Przemysłu Elementów Wyposażenia Budownictwa „Metalplast”
- Centralny Ośrodek Badawczo-Rozwojowy Techniki Instalacyjnej „Instal”
- Instytut Badawczy Dróg i Mostów
- Instytut Geodezji i Kartografii
- Instytut Kolejnictwa
- Instytut Rozwoju Miast
- Instytut Gospodarki Przestrzennej i Mieszkalnictwa
- Instytut Techniki Budowlanej w Warszawie
- Instytut Łączności
- Instytut Morski w Gdańsku
- Instytut Transportu Samochodowego

## Ministerstwo Kultury i Dziedzictwa Narodowego
- Narodowy Instytut Fryderyka Chopina
- Centralny Ośrodek Badawczo-Rozwojowy Przemysłu Poligraficznego
- Instytut Kultury
- Instytut Śląski w Opolu

## Ministerstwo Obrony Narodowej
- Wojskowy Instytut Medyczny
- Instytut Techniczny Wojsk Lotniczych
- Wojskowy Instytut Badań Socjologicznych
- Wojskowy Instytut Chemii i Radiometrii
- Wojskowy Instytut Higieny i Epidemiologii im. gen. Karola Kaczkowskiego
- Wojskowy Instytut Łączności im. prof. dr. hab. Janusza Groszkowskiego
- Wojskowy Instytut Medycyny Lotniczej
- Wojskowy Instytut Techniczny Uzbrojenia
- Wojskowy Instytut Techniki Inżynieryjnej im. prof. Józefa Kosackiego
- Wojskowy Instytut Techniki Pancernej i Samochodowej
- Wojskowy Ośrodek Badawczo-Rozwojowy Służby Materiałów Pędnych i Smarów
- Wojskowy Ośrodek Badawczo-Rozwojowy Służby Żywnościowej

## Ministerstwo Pracy i Polityki Społecznej
- Centralny Instytut Ochrony Pracy

## Ministerstwo Rolnictwa i Rozwoju Wsi
- Centralne Laboratorium Chłodnictwa
- Centralne Laboratorium Przemysłu Ziemniaczanego
- Centralny Ośrodek Badania Odmian Roślin Uprawnych
- Centralny Ośrodek Badawczo-Rozwojowy Przemysłu Gastronomicznego i Artykułów Spożywczych w Łodzi
- Instytut Biotechnologii Przemysłu Rolno-Spożywczego
- Instytut Ekonomiki Rolnictwa i Gospodarki Żywnościowej
- Instytut Hodowli i Aklimatyzacji Roślin
- Instytut Mleczarstwa w Warszawie
- Instytut Ochrony Roślin
- Instytut Przemysłu Cukrowniczego
- Instytut Przemysłu Mięsnego i Tłuszczowego
- Instytut Roślin i Przetworów Zielarskich
- Instytut Rybactwa Śródlądowego
- Instytut Sadownictwa i Kwiaciarstwa (razem z Instytutem Warzywnictwa tworzy Instytut Ogrodnictwa od 1 stycznia 2011)
- Instytut Technologiczno-Przyrodniczy (do 2010 r. Instytut Budownictwa, Mechanizacji i Elektryfikacji Rolnictwa i Instytut Melioracji i Użytków Zielonych)
- Instytut Uprawy, Nawożenia i Gleboznawstwa
- Instytut Warzywnictwa (razem z Instytutem Sadownictwa i Kwiaciarstwa tworzy Instytut Ogrodnictwa od 1 stycznia 2011)
- Instytut Zootechniki
- Morski Instytut Rybacki
- Państwowy Instytut Weterynaryjny
- Spółdzielczy Instytut Badawczy

## Ministerstwo Skarbu Państwa
- Ośrodek Badawczo-Rozwojowy Sprzętu Mechanicznego

## Ministerstwo Sportu i Turystyki
- Instytut Sportu

## Ministerstwo Spraw Wewnętrznych i Administracji
- Centrum Naukowo-Badawcze Ochrony Przeciwpożarowej – Państwowy Instytut Badawczy im. Józefa Tuliszkowskiego
- Instytut Technologii Bezpieczeństwa „Moratex”

## Ministerstwo Spraw Zagranicznych
- Instytut Zachodni – Instytut Naukowo-Badawczy im. Zygmunta Wojciechowskiego

## Ministerstwo Sprawiedliwości
- Instytut Ekspertyz Sądowych im. prof. dr. Jana Sehna
- Instytut Wymiaru Sprawiedliwości

## Ministerstwo Środowiska
- Instytut Badawczy Leśnictwa
- Instytut Ekologii Terenów Uprzemysłowionych
- Instytut Meteorologii i Gospodarki Wodnej
- Instytut Ochrony Środowiska
- Państwowy Instytut Geologiczny

## Ministerstwo Zdrowia
- Narodowy Instytut Onkologii im. Marii Skłodowskiej-Curie
  - Warszawa
  - Kraków
  - Gliwice
- Instytut „Centrum Zdrowia Matki Polki”
- Instytut Fizjologii i Patologii Słuchu(inne języki)
- Instytut Gruźlicy i Chorób Płuc
- Instytut Hematologii i Transfuzjologii
- Narodowy Instytut Kardiologii im. Prymasa Tysiąclecia Kardynała Stefana Wyszyńskiego
- Instytut Matki i Dziecka
- Instytut Medycyny Pracy im. prof. dr. med. Jerzego Nofera
- Instytut Medycyny Pracy i Zdrowia Środowiskowego(inne języki)
- Instytut Medycyny Wsi im. Witolda Chodźki
- Instytut „Pomnik – Centrum Zdrowia Dziecka”
- Instytut Psychiatrii i Neurologii
- Narodowy Instytut Geriatrii, Reumatologii i Rehabilitacji im. prof. dr hab. med. Eleonory Reicher
- Instytut Żywności i Żywienia im. prof. dra med. Aleksandra Szczygła
- Narodowy Instytut Zdrowia Publicznego – Państwowy Zakład Higieny
- Narodowy Instytut Leków